# Agesípolis II
Agesípolis II (388 a.C. - 369 a.C.) foi rei da cidade-Estado grega de Esparta de 371 a.C. até 369 a.C. ano da sua morte, pertenceu à Dinastia Ágida. Foi antecedido por Cleômbroto I e sucedido por seu irmão Cleômenes II.